# Эн (чжуинь)

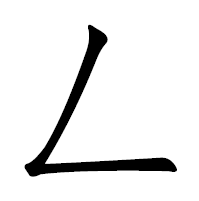

Эн — одна из букв китайского алфавита чжуинь. В составе слога может быть только финалью (кит.韵母 — юньму). В комбинации с медиалями И, У и Юй передаёт финали, обозначаемые в системе Палладия как Ин, Ун и Юн.
Эн участвует в образовании 47-и слогов:
| ㄓㄥ — чжэн   | ㄔㄥ — чэн   | ㄐㄧㄥ — цзин | ㄑㄧㄥ — цин  |
| ㄐㄩㄥ — цзюн | ㄑㄩㄥ — цюн | ㄓㄨㄥ — чжун | ㄔㄨㄥ — чхун |
| ㄈㄥ — фэн    | ㄏㄥ — хэн   | ㄒㄧㄥ — син  | ㄒㄩㄥ — сюн  |
| ㄏㄨㄥ — хун  | ㄖㄥ — жэн   | ㄖㄨㄥ — жун  | ㄍㄥ — гэн    |
| ㄎㄥ — кэн    | ㄍㄨㄥ — гун | ㄎㄨㄥ — кун  | ㄌㄧㄥ — лин  |
| ㄌㄨㄥ — лун  | ㄇㄥ — мэн   | ㄇㄧㄥ — мин  | ㄋㄥ — нэн    |
| ㄋㄧㄥ — нин  | ㄋㄨㄥ — нун | ㄅㄥ — бэн    | ㄆㄥ — пэн    |
| ㄅㄧㄥ — бин  | ㄆㄧㄥ — пин | ㄙㄥ — сэн    | ㄕㄥ — шэн    |
| ㄕㄨㄥ — шун  | ㄙㄨㄥ — сун | ㄉㄥ — дэн    | ㄊㄥ — тэн    |
| ㄉㄧㄥ — дин  | ㄊㄧㄥ — тин | ㄗㄥ — цзэн   | ㄘㄥ — цэн    |
| ㄗㄨㄥ — цзун | ㄘㄨㄥ — цун | ㄉㄨㄥ — дун  | ㄊㄨㄥ — тун  |
| ㄨㄥ — вэн    | ㄧㄥ — ин    | ㄩㄥ — юн     |               |

## Сравнения и омоглифы
- Иттанна (церебральная) — ட
- Ниын — ㄴ